# 스텝 시퀀스

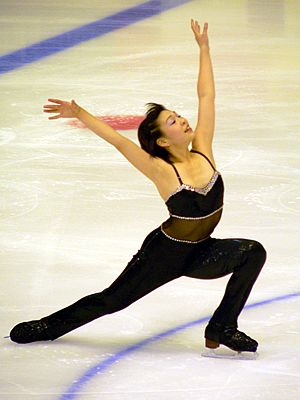

스텝 시퀀스는 피겨스케이팅의 구성요소이다. 이것은 빙판에 걸쳐 규정 패턴의 단계 또는 필드 동작의 시퀀스이다. 스텝 시퀀스 패턴은 직선, 원형이거나 구불구불할 수 있다.
스텝 시퀀스는 싱글 스케이팅, 페어 스케이팅, 아이스 댄싱에서 대회 프로그램의 구성요소가 필요하다.

## 스텝 시퀀스의 구성 요소
스텝 시퀀스는 다양한 스텝과 회전, 어느 한 방향으로의 회전, 상반신의 사용, 로커 턴, 카운터 턴, 브래킷 턴, 트위즐과 같은 회전 사용에 따른 회전 방향의 변화를 특징으로 할 수 있다. 이 스텝은 모호크 턴을 포함할 수 있다.

## 스텝 시퀀스의 패턴
- 직선 스텝 시퀀스는 일단에서 상대편 끝의 링크로 이동한다. 그것은 짧은 장벽을 따라 어느 한 지점에서 시작되고 링크를 가로지르는 장벽에서 끝난다. 스케이트 선수는 직선의 대략적인 형태로 이동한다.
  - 스텝 시퀀스의 아이스 댄싱 패턴은 중간선 및 대각선으로 직선을 분리한다.
    - 중간선 스텝 시퀀스는 빙상의 중심 축을 따라 이동하고, 링크의 전체 길이를 가로지른다.
    - 대각선 스텝 시퀀스는 링크의 한 구석에서 대각선 모서리로 이동한다.
- 원형 스텝 시퀀스는 링크의 전체 폭을 이용한다. 스케이트 선수는 원형 또는 타원형의 대략적인 모양으로 이동한다.
- 구불구불한 스텝 시퀀스는 링크의 끝부분에서 반대쪽으로 이동한다. 스케이트 선수는 적어도 2개의 곡선으로 이동한다. 대략적인 모양이 구불구불해야 한다.